# YBM넷
주식회사 YBM넷(영어: YBM Net)은 음반, 서적, 학원 등의 사업을 하고 있는 YBM 계열의 온라인 어학교육 기업이다. 또한 MOS 한국 시험의 주관사이기도 한다.

## 주해
1. ↑  오재환 대표이사 일신상의 사유로 대표이사 및 사내이사직 사임에 따른 신규 대표이사 선임